# Pseudoterpna grisescens
Pseudoterpna grisescens là một loài bướm đêm trong họ Geometridae.